# Colton McKivitz
Colton McKivitz (Jacobsburg, 9 agosto 1996) è un giocatore di football americano statunitense che milita nel ruolo di offensive tackle per i San Francisco 49ers della National Football League (NFL).

## Carriera

### San Francisco 49ers
McKivitz al college giocò a football all'Università della Virginia Occidentale dal 2016 al 2019.Fu scelto nel corso del quinto giro (153º assoluto) del Draft NFL 2020 dai San Francisco 49ers. Debuttò come professionista subentrando nella gara del secondo turno vinta contro i New York Jets giocando cinque snap negli special team. La sua stagione da rookie si chiuse con 14 presenze, di cui 3 come titolare.

## Palmarès
- National Football Conference Championship: 1

San Francisco 49ers: 2023